# Bankeryds församling
Bankeryds församling är en församling i Södra Vätterbygdens kontrakt i Växjö stift. Församlingen ligger i Jönköpings kommun i Jönköpings län. Församlingen utgör ett eget pastorat.
Församlingskyrka är Bankeryds kyrka.

## Administrativ historik
Församlingen har medeltida ursprung.
Församlingen var till 1959 annexförsamling (moderförsamling från den 1 maj 1918) i pastoratet Järstorp och Bankeryd, med undantag mellan den 6 april 1555 och 1586 då församlingen ingick i pastorat med Jönköpings församling. Från 1959 utgör församlingen ett eget pastorat.

## Areal
Bankeryds församling omfattade den 1 november 1975 (enligt indelningen 1 januari 1976) en areal av 38,0 kvadratkilometer, varav 37,0 kvadratkilometer land.

## Kyrkoherdar
| Verksam   | Namn                       | Levnadstid | Övrigt                                    |
| --------- | -------------------------- | ---------- | ----------------------------------------- |
| 1540      | Anders                     |            |                                           |
| 1558–1586 | Andreas Torchilli          |            |                                           |
| 1586–1598 | Petrus Andreae             |            |                                           |
| 1600–1602 | Laurentius                 |            |                                           |
| 1604–1620 | Benedictus Olai            |            |                                           |
| 1625–1635 | Theodorus Petri Dugg       | –1635      |                                           |
| 1636–1674 | Laurentius Erici           | 1602–1674  |                                           |
| 1675–1704 | Ericus (Jonae) Dusaeus     | 1631–1704  |                                           |
| 1704–1725 | Andreas C. Osaengius       | 1656–1725  |                                           |
| 1725–1731 | Johan Ascher               | –1731      |                                           |
| 1732–1739 | Ericus Wallin              | 1702–1739  |                                           |
| 1740–1744 | Johan Telander             |            | Senare kyrkoherde i Korsberga församling. |
| 1745–1769 | Gustav Lundeberg           | 1713–1769  |                                           |
| 1771–1794 | Nils Alin                  | 1732–1794  |                                           |
| 1794–1816 | Nils Johan Colliander      | 1756–1816  |                                           |
| 1816–1825 | Fredric Stocke             |            | Senare kyrkoherde i Fröderyds församling. |
| 1826–1849 | Olof Nordström             | 1789–1849  |                                           |
| 1849–1853 | Lars Gabriel Wadell        | 1791–1853  |                                           |
| 1854–1865 | Johan Peter Werner         | 1797–1865  |                                           |
| 1865–1907 | Carl Fredric Holmer        | 1816–1907  |                                           |
| 1907–1930 | Johan Syrén                | 1847–1930  |                                           |
| 1930–1932 | Per Teofil Yngve Arvidsson |            |                                           |